# Alkupis (přítok Nevėžisu)
Alkupis je potok 2. řádu ve střední Litvě. Teče v okrese Kėdainiai. Je to levý přítok řeky Nevėžis. Je 12,3 km dlouhý. Pramení 0,5 km na jih od vsi Grąžčiai v lese Šventybrasčio miškas. Většina toku probíhá ve směru celkově jihojihozápadním, rovnoběžně se západněji tekoucím Žalesysem. Před obcí Apytalaukis se stáčí k západojihozápadu, počíná meandrovat, touto obcí protéká a do Nevėžisu se vlévá 63,6 km od jeho ústí do Němenu jako jeho levý přítok. (Nezaměňovat s dalším levým přítokem stejného názvu Alkupis, který se však vlévá výše, na horním toku, 161,3 km od ústí u vsi Miežiškiai). Potok na dolním toku tvoří hluboké údolí.